# KwaZulu

Flagge KwaZulus 1985 bis 1994

Lage KwaZulus in Südafrika

KwaZulu (deutsch: „Land der Zulu“) war ein Homeland im Osten Südafrikas, das für die Zulu eingerichtet worden war. Die Hauptstadt war Ulundi, vor ihrer Errichtung lag das Verwaltungszentrum in Nongoma. KwaZulu bestand aus einer großen Anzahl von Enklaven innerhalb der damaligen südafrikanischen Provinz Natal.

## Geographie
KwaZulu lag südlich von Swasiland (heute Eswatini) und Mosambik und östlich von Lesotho. 1994 betrug die Gesamtfläche 36.074 km². Es bestand aus zehn größeren, nicht zusammenhängenden Gebieten und zahlreichen kleineren Exklaven. 1992 lebten dort rund 5,7 Millionen Menschen.
- Das Gebiet um die Hauptstadt Ulundi lag nördlich und westlich von Richards Bay. In diesem Gebiet lagen die Tierschutzgebiete Hluhluwe Game Reserve westlich von Hluhluwe und Umfolozi Game Reserve am gleichnamigen Fluss unweit des Indischen Ozeans.
- Ein kleineres Gebiet lag im Nordosten Natals östlich von Newcastle. Dazu gehörten die Townships Osizmeni und Madadeni.
- Ein relativ großes Gebiet grenzte an Swasiland und Mosambik. Dort lag die Stadt Ndumo sowie die Tierschutzgebiete Mkuzi Game Reserve und Ndumu Game Reserve. Von diesem Gebiet aus gab es keine Grenzübergänge nach Swasiland und Mosambik.
- Ein weiteres Gebiet lag im Westen Natals nahe der Grenze zu Lesotho. Es lag westlich der Stadt Estcourt; größter Ort war Wemlezi.
- Das größte Gebiet KwaZulus lag im Zentrum Natals. Es reichte im Norden bis Mondlo nahe Vryheid, im Nordosten bis nahe Empangeni, im Süden bis KwaMashu bei Durban und im Westen bis Ezakheni bei Ladysmith. Die Flüsse Tugela und Buffels durchflossen das Gebiet.
- Am Indischen Ozean, südlich von Richards Bay, lag ein Gebiet mit dem Ort Ezikhawini.
- Ein weiteres Gebiet, das kleinste Gebiet KwaZulus, lag etwas weiter südlich an der Küste.
- Westlich von Pietermaritzburg lag ein Gebiet mit dem Ort Edendale, das an ein kleineres Gebiet der Transkei grenzte.
- Südlich von Durban lag ein Gebiet mit den Orten Umlazi, KwaMakuta und Mpumalanga. Es hatte zwei Zugänge zum Indischen Ozean und umschloss so ein Gebiet mit der Stadt Umzinto. Das Gebiet grenzte im Westen an dasselbe Gebiet der Transkei.
- Im Südzipfel von Natal bei Margate lag ein Gebiet mit dem Township Gamalakhe. Das Gebiet hatte trotz seiner Nähe zum Meer keinen Zugang zum Indischen Ozean. Es grenzte an das Hauptgebiet der Transkei.

## Geschichte
Ende 1962 verkündete die südafrikanische Regierung öffentlich, dass in Regie des Ministeriums für Bantu Administration and Development im Gebiet Natal and Zululand „Regional Authorities“ (deutsch: Regionialbehörden) für Gebiete mit hoher Wohndichte der Bantubevölkerung errichtet worden waren. Für das Gebiet des späteren Homelands KwaZulu waren das zehn regionale Administrativeinheiten (Regional Authority). Diese waren (jeweilige Verwaltungszentren in Klammer):
- Ingwavuma Regional Authority (Ingwavuma)
- Lindindlela Regional Authority (Ubombo)
- Nongoma Regional Authority (Nongoma)
- Inkanyezi Regional Authority (Eshowe)
- Mehlwesiziwe Regional Authority (Mtunzini)
- Ndlovu Regional Authority (Mapumulo)
- Vulindlela Regional Authority (Pietermaritzburg)
- Vulamehlo Regional Authority (Umzinto)
- Ukukanyakufikile Regional Authority (Port Shepstone)
- Kanya Masekwakithi Regional Authority (Ixopo).[4]

### Territorialbehörde
Die Bildung des Homelands KwaZulu, 1970 als Zululand geschaffen, unterschied sich in verschiedener Weise von dem Entstehungsprozess der meisten anderen Homelands. Die Zulubevölkerung war viele Jahre in der Frage einer Akzeptanz des offiziell beförderten Bantu-Selbstverwaltungssystems gespalten. Chief Mangosuthu Gatsha Buthelezi kritisierte diese von der südafrikanischen Regierung forcierte Entwicklung, da ihre Intentionen nicht auf dem Einvernehmen mit der Bevölkerung von Zululand beruhe. Ein Treffen mehrerer Chiefs am 9. April 1970 beschloss schließlich die Zustimmung zu der Errichtung einer Territorial Authority (Territorialbehörde). Demnach schuf die Proclamation No. 139 of 22 May den konkreten rechtlichen Rahmen für die Bildung einer übergeordneten Administrativstruktur und die Finanzbeziehungen zu den bestehenden regionalen Zulu-Verwaltungen. Ebenso beinhaltete sie konstitutionelle Regularien. Die Spitzenfunktionen für die Zulu Territorial Authority bestanden aus dem Chief Executive Officer (etwa: Regierungschef) und fünf weiteren Mitgliedern des Exekutivrates sowie aus dem Chairman of the Territorial Authority (etwa: präsidentieller Vorsitzender) einschließlich seines Stellvertreters. Hauptstadt war damals Nongoma.
Der verfassungsgebende Prozess war damit noch nicht abgeschlossen. Die Mitglieder des Territorial Authority’s Executive Council erarbeiteten einen Entwurf für eine künftige Legislative Assembly (etwa: Gesetzgebende Versammlung), wonach die Bewohner des Homelands mit Erreichen des Alters von 18 Jahren das Wahlrecht erlangten. Nach einer intensiven Diskussion wurde der finale Entwurf von der Territorial Authority und der Regierung in Pretoria geprüft und schließlich durch Veröffentlichung in der Government Gazette in Form der Proclamation R69 of 30 March 1972 in Kraft gesetzt. Die Regierung trug nach dieser Rechtsquelle die Bezeichnung Executive Council und ihr Vorsitzender nannte sich Chief Executive Councillor. 1972 nahm das Gebiet den Namen KwaZulu an.

### Bantustaat
Am 1. Februar 1977 wurde KwaZulu in eine bedingte Eigenständigkeit entlassen. Eine staatliche, von Südafrika gewährte Unabhängigkeit lehnte KwaZulu ab. Hauptstadt wurde Ulundi. KwaZulu wurde durchgehend von Mangosuthu Buthelezi regiert. Er führte ab 1972 die Amtsbezeichnung Chief Minister („Oberster Minister“). Buthelezi gründete 1975 die Partei Inkatha YaKwaZulu neu. Sie wurde 1980 in Inkatha Freedom Party umbenannt.

### Wiedereingliederung
Am 27. April 1994 kam KwaZulu wie die anderen Homelands offiziell wieder zum Staatsgebiet von Südafrika und ist seither Teil der Provinz KwaZulu-Natal. KwaZulu-Natal ist die einzige Provinz Südafrikas, in deren Bezeichnung der Name eines Homelands enthalten ist.
Von vielen Südafrikanern wurde Buthelezi wegen seiner Zusammenarbeit mit der damaligen südafrikanischen Apartheidsregierung als Kollaborateur angesehen. Trotzdem spielten er und seine Inkatha Freedom Party (IFP) weiterhin eine wichtige Rolle in der südafrikanischen Politik. Die IFP erreichte bei den Parlamentswahlen 2014 unter Buthelezi 2,4 % der Stimmen in Südafrika und 10,9 % der Stimmen bei der Wahl der Provincial Legislature in KwaZulu-Natal. 2019 erklärte Buthelezi, nicht mehr als Parteivorsitzender antreten zu wollen, und wurde im August desselben Jahres durch den vormaligen IFP-Generalsekretär Velenkosini Hlabisa abgelöst.

## Demographie
Von 6.500.000 Zulu lebten 1989 3.800.000 im Homeland. Daneben lebten dort auch Xhosa, Swasi, Basotho und andere.

## Wirtschaft
Viele Bewohner KwaZulus lebten von der Landwirtschaft. Angebaut wurden unter anderem Zuckerrohr, Tee, Bananen und Hirse. Ebenso war die Rinderhaltung von Bedeutung. Im zentralen Gebiet KwaZulus wurden unter anderem Kupfer und Gold abgebaut. Zahlreiche Bewohner arbeiteten außerhalb der Grenzen des Homelands, etwa in der Region Durban. Das Bruttoinlandsprodukt KwaZulus betrug 1986 1,435 Milliarden Rand.

## Weltweit
1982 erschien der Redemption Song (No KwaZulu) von der britischen Manfred Mann’s Earth Band. Darin wird die Einrichtung von Homelands in Südafrika kritisiert. Das Lied ist eine Coverversion des Redemption Song (deutsch: „Erlösungslied“) von Bob Marley and the Wailers.